# Yunus Rajabiy
Yunus Rajabiy (* 5. Januar 1897 in Taschkent; † 23. April 1976 ebenda) war ein usbekisch-sowjetischer Komponist, Akademiker, Volkskünstler der Usbekischen SSR, Sänger, Instrumentalist, Volksmusikforscher, Organisator und Leiter von Musikensembles, Pädagoge und öffentlicher Aktivist.

## Leben
Yunus Rajabi wurde am 5. Januar 1897 in Taschkent im Stadtteil Chakar geboren. Er war das jüngste von 16 Kindern (von denen 10 starben) in der Familie von Rajab-Aka und Oysha-Bibi. Sein älterer Bruder schenkte Yunus eine Dutar. Auch der Vater ermutigte den Sohn in seinem Musikinteresse. Der kleine Yunus trat zum ersten Mal im Ilhom-Teehaus auf. Der Junge hatte absolutes Gehör und ein phänomenales musikalisches Gedächtnis.
Gleichzeitig besuchte er die Schule und die Medrese und schloss 1913 ab. Im selben Jahr starb sein Vater. Der Teenager begann auf dem Markt zu arbeiten, um die Familie finanziell zu unterstützen. Während der Arbeit träumte er nur davon, nach Hause zurückzukehren und sich der Musik zu widmen. Nach einem denkwürdigen Abend im Teehaus wurde er populär und bekannte Sänger luden ihn ein, sie bei Festen und Partys zu begleiten. Im Jahr 1916 lernte er den Volkssänger Shorahim Shoumarov kennen. Die Freundschaft entwickelte sich zu einer fruchtbaren kreativen Partnerschaft.
Yunus Rajabi sammelte, systematisierte und notierte über anderthalbtausend Volkslieder und Instrumentalstücke, die seit vielen Jahrhunderten im Volksgedächtnis existierten; er bewahrte sie für zukünftige Generationen. Tatsächlich leistete Yunus Rajabi einen Beitrag zur Erhaltung der Volksmusik, da es in Usbekistan bis zum 20. Jahrhundert keine Notenschrift gab und Melodien von Mund zu Mund weitergegeben wurden, von einer Generation zur nächsten.

## Ehrungen
- Leninorden (1959)
- Orden des Roten Banners der Arbeit
- Volkskünstler der usbekischen SSR

In Taschkent sind eine Straße und eine U-Bahn-Station nach Yunus Rajabi benannt.